# Albert Rudling
Albert Georges Gustave Rudling, född 14 december 1908 i Roquebrune-Cap-Martin i Frankrike, död 15 december 1985 i Farsta, var en svensk filmfotograf.
Rudling är begravd på Sandsborgskyrkogården i Stockholm.

## Filmfoto i urval
- 1965 - Som ringar på vattnet
- 1963 - Ett drömspel
- 1946 - Den danske Brigade (Danmark)
- 1945 - Brigaden i Sverige (Danmark)
- 1945 - Flyktingar finner en hamn (Sverige)
- 1944 - Dansk Politi i Sverige (Danmark)
- 1943 - Sjövärnspojkar
- 1943 – Kungsgatan
- 1941 – Gatans serenad
- 1941 – Tåget går klockan 9
- 1939 – Sjöcharmörer
- 1937 – Och under låg den brinnande sjön - (Finland)
- 1937 – Koskenlaskijan morsian - (Finland)